# شوی یوشیناگا
شوی یوشیناگا (ژاپنی: 吉永 昇偉؛ زادهٔ ۹ آوریل ۲۰۰۰) یک بازیکن فوتبال اهل ژاپن است.
از باشگاه‌هایی که در آن بازی کرده‌است می‌توان به اشگاه فوتبال اومیا آردیجا و باشگاه فوتبال تسپاکوستاسو گونما اشاره کرد.